# جامعة جرمو
جامعة جرمو هي جامعة عراقية حديثة المنشأ حكومية تأسست عام 2014 في جمجمال، السليمانية، تعتبر الجامعة الرابعة عشر في إقليم كردستان.

## التاريخ
تأسست جامعة جرمو عام 2014 لغرض تخفيف الضغط عن بقية جامعات أقليم كردستان، كانت كلياتها تتبع لجامعة السليمانية.

## وصلات خارجية
chu.edu.krd